# Art et médecine
Art et médecine, également connue sous le nom de La Revue du médecin de 1929 à 1930 et de 1936 à 1938, est une revue mensuelle réservée au corps médical, éditée entre 1929 et 1939 par le docteur François Debat, et reconnue pour ses articles aussi bien scientifiques que littéraires ainsi que pour sa documentation photographique abondante.

## Historique

### Démarche et évolution
Dès sa création, Art et médecine constitue la « principale tentative de réunir médecins et écrivains » au sein d'une même revue durant la période de l'entre-deux-guerres : celle-ci « se distingue alors clairement de ses concurrentes contemporaines par la qualité de son impression, la qualité de ses iconographies, et la cohérence de ses numéros mensuels, toujours consacrés à un thème ou à une région française ou coloniale. »
À partir de 1936, Art et médecine semble néanmoins souffrir de difficultés économiques : « la densité des numéros diminue, ainsi que la variété des contributions, puisque seuls les proches collaborateurs alimentent ce qui devient essentiellement un catalogue iconographique, où les textes se font rares ». Ces difficultés peuvent être expliquées par le « virage vers l’extrême-droite de la revue, qui exprime sa fascination pour l’esthétique et les jeunesses fascistes. »
Financée en grande partie par les laboratoires Debat, propriété de François Debat son fondateur, la revue Art et médecine comptait au fil de ses pages de nombreuses publicités pour les produits pharmaceutiques fabriqués par ces mêmes laboratoires.

### Collaborateurs
Entre 1930 et 1936, les pages d'Art et médecine accueillent un « défilé des écrivains et des médecins les plus importants de cette décennie », parmi lesquels les écrivains et journalistes Maurice Barrès, Abel Bonnard, Paul Bourget, Jean Cocteau, Roland Dorgelès, Georges Duhamel, Jean Giono, Joseph Kessel, Hervé Lauwick, Pierre Mac Orlan, Maurice Maeterlinck, François Mauriac, André Maurois, Paul Morand, Jules Romains, Pierre Scize, les frères Jean et Jérôme Tharaud, André Thérive et Titaÿna, et les médecins Octave Béliard, Louis Dartigues, Luc Durtain, les frères Élie et Jean-Louis Faure ainsi qu'Henri Mondor,.
Des photographes tels que Pierre Boucher, Robert Capa, Luc Dietrich, Émeric Feher, André Kertész, Germaine Krull, Roger Schall, Jean Roubier, Gerda Taro ou René Zuber, ainsi que le dessinateur Chas Laborde, ont également contribué au développement de cette revue,.
Émile Vuillermoz y assurait une rubrique « Discophilie », René Laporte une section « L’histoire et le cinéma » et Pierre Dominique une rubrique « Lectures. »

### Sources
- Martina Diaz Cornide, « Panorama des revues médico-littéraires à l’Entre-deux-guerres » in Épistémocritique, septembre 2018, 45 p. (lire en ligne)
- La France depuis Saint-Cloud. André Kertész et la revue Art et Médecine (1931-1936), Saint-Cloud, Musée des Avelines-Musée d'art et d'histoire de Saint-Cloud, 2019, 69 p.
- Anne-Céline Callens, « Publicité déguisée ? À propos de La Revue du médecin et d’Art et Médecine. Entretien avec Hervé Degand » in Focales, 2023, numéro 7.
- « Quelques pages publicitaires de La Revue du médecin et Art et Médecine », Focales , numéro 7, 2023 (lire en ligne)